# 云贵叶下珠
云贵叶下珠（学名：Phyllanthus franchetianus）为大戟科叶下珠属下的一个种。

## 扩展阅读
- 維基物種上的相關：云贵叶下珠